# A Boy was Born
A Boy was Born, op. 3, és una composició coral de Benjamin Britten. Subtitulada Choral variations for men's, women's and boys' voices, unaccompanied (organ ad lib), es van compondre originalment entre 1932 i 1933. Es va representar per primera vegada el 23 de febrer de 1934 en una emissió per la BBC. Britten va revisar l'obra el 1955. El compositor va posar música a diferents textos relacionats a través de temes i variacions, per a un cor a cappella amb veus de nois.

## Historial i versions
Britten va compondre A Boy a Born als 19 anys com a estudiant al Royal College of Music. El va escriure entre el 25 de novembre de 1932 i l'11 de maig de 1933. El seu últim projecte a la universitat, és la seva primera obra vocal important i el seu primer treball madur en temes religiosos. Ell el va dedicar al seu pare.
A Boy Was Born té la forma d'un tema musical i sis variacions que configuren deu textos diferents datats majoritàriament del segle xvi, amb un de Christina Rossetti del segle xix, formant així la primera de les seves obres d'"antologia poètica". Les estructures de les variacions van cridar l'atenció especialment a Britten: fins i tot abans de compondre A Boy Was Born, havia iniciat un conjunt de variacions per a orquestra de corda que després va completar com a Variacions en un tema de Frank Bridge. Més tard va compondre un conjunt de variacions per al seu Concert per a piano, i la seva òpera The Turn of the Screw es basa àmpliament en el principi de la variació.
| Moviment          | Títol                    | Autor               |
| ----------------- | ------------------------ | ------------------- |
| Tema              | Va néixer un noi         | Anon. Segle XVI     |
| Variació 1        | Lullay, Jesu             | Anon. abans de 1536 |
| Variació 2        | Herodes                  | Anon. abans de 1529 |
| Variació 3        | Jesuï, com a Tu salvador | Anon. Segle XV      |
| Variació 4        | Els Reis Mags            | Anon. Segle XV      |
| Variació 5        | En el Midwinter Bleak    | Christina Rossetti  |
| Variació 5        | Corpus Christi Carol     | Anon. abans de 1536 |
| Variant 6 (Final) | Noel !, benvinguda Yule  | Anon. Segle XVI     |
| Variant 6 (Final) | Nadal                    | Thomas Tusser       |
| Variant 6 (Final) | Una nadala               | Francis Quarles     |

A Boy Was Born va ser interpretada per primera vegada el 23 de febrer de 1934 en un concert per la ràdio de la BBC amb música contemporània. Leslie Woodgate va dirigir el Wireless Chorus i cor de nois de St Mark's, North Audley Street, Londres. Sir Edward Elgar va morir el mateix dia.
El treball dura uns 32 minuts. Va ser una de les primeres composicions de Britten publicades per Chester Music. Britten la va revisar el 1955. Aquesta versió es va representar per primera vegada el 22 de novembre de 1955 a Londres a la capella Grosvenor, pels Purcell Singers dirigits per Imogen Holst. El mateix Britten va realitzar una gravació amb Michael Hartnett (agut), els Purcell Singers, veus de nois de l'English Opera Group i el cor All Saints. El 1957–58, Ralph Downes va afegir una part d'orgue.
El 2013, celebrant el centenari de Britten, A Boy Was Born va ser interpretat per la BBC Singers i el Temple Church Choir a The Proms, dirigits per David Hill.
Els festivals a Sheffield i Birmingham el 2013, en honor del centenari del naixement de Britten, van rebre el nom de la composició.